# Romanze für Violine und Klavier (Martinů)
Romanze für Violine und Klavier (H 186bis) ist eine kurze Gelegenheitskomposition von Bohuslav Martinů vom Mai 1930, die ihr Autor in keinem Verzeichnis seiner Werke erwähnte. Die Komposition wurde erst 2022 von einer Mitarbeiterin des Bohuslav-Martinů-Instituts, Frau Natália Krátka, in der Israelischen Nationalbibliothek in Jerusalem gefunden. Die Bibliothek hat dem Bohuslav-Martinů-Institut am 14. September 2022 ihre digitale Kopie zur Verfügung gestellt. Der Autor widmete das Manuskript Boris Lipnitzki, einem französischen Fotografen ukrainisch-jüdischer Herkunft (À Monsieur | [?] Lipnitzki | avec mon sympathique souvenir | Boh. Martinů | Romance | pour violon et piano. | Paris Mai 1930.). Es gibt auch eine noch unbewiesene Hypothese, dass es sich tatsächlich um ein neu erstelltes und neu datiertes Autorenexemplar seiner heute verschollenen Romanze von 1910 (H 12) handelt.

## Uraufführung
Das Stück wurde in einer Transkription für Cello und Klavier beim 8. Benefizkonzert des Bohuslav-Martinů-Instituts am 8. November 2022 im Professional House in Prag uraufgeführt, wo es vom Cellisten Petr Nouzovský und dem Pianisten Martin Kasík aufgeführt wurde.
Die Uraufführung der Originalfassung für Violine und Klavier wurde am 10. Januar 2023 von dem Violinisten Frank Peter Zimmermann und dem Pianisten Martin Helmchen in einem Recital in der Wigmore Hall, London, gegeben.